# رومربرگ
رومربرگ (به آلمانی: Römerberg) یک شهر در آلمان است که در راین-پفلاتس-کرایس واقع شده‌است. رومربرگ ۹٬۱۶۳ نفر جمعیت دارد.